# Bahrudin Atajić
Bahrudin Atajić, född 16 november 1993 i Västervik, är en svensk fotbollsspelare (anfallare) av bosniskt ursprung som spelar för Bosnien Hercegovina SK.

## Klubbkarriär
Atajić började spela fotboll i Malmö FF som femåring. Som 16-åring värvades han i januari 2010 av skotska Celtic. Han gjorde sin seniordebut den 19 maj 2013 i Scottish Premier League. Den 24 januari 2014 lånades Atajić ut resten av säsongen till Shrewsbury Town.
I februari 2015 skrev Atajić på för finska SJK. I januari 2016 värvades han av litauiska Zalgiris Vilnius. I januari 2018 återvände Atajić till Sverige för spel i Landskrona BoIS. Redan efter ett halvår, i juli 2018, kom Atajić och Landskrona överens om att bryta kontraktet.
I augusti 2018 skrev Atajić på för bosniska Mladost Doboj Kakanj. Sommaren 2020 lämnade han klubben. Den 4 januari 2021 skrev Atajić på ett ettårskontrakt med Gzira United på Malta. I januari 2022 gick han till BK Olympic.
I mars 2024 gick Atajić till division 3-klubben Bosnien Hercegovina SK.